# Emile Rodé
Emile Rodé (* 19. August 1854 in La Neuveville; † 21. Juli 1898 in Clarens bei Montreux) war ein Schweizer Jurist und Diplomat.

## Leben
Emile Rodé studierte an den Universitäten von Bern, Heidelberg und Paris Rechtswissenschaften. Während seiner Studienzeit in Bern schloss er sich dem Corps Rhenania Bern an, das ihn 1873 rezipierte. Direkt nach dem Studium war er zunächst Anwalt in Delsberg und Pruntrut.
1883 trat er als Sekretär in den Dienst beim Politischen Departement. Von 1891 bis 1898 war er Ministerresident der Schweiz in Buenos Aires. Seine Akkreditierung erstreckte sich neben Argentinien auch auf Paraguay und Uruguay. Bis 1891 unterhielt die Schweiz in Argentinien lediglich ein Konsulat. Mit der Ankunft Rodés wurde das Konsulat in eine Gesandtschaft umgewandelt.
In der Schweizer Kolonie in Argentinien führte Rodé 1892 die 1.-August-Feier ein. 1883 vermittelte er nach dem Aufstand Schweizer Einwanderer der Provinz Santa Fe zwischen Argentinien und der Schweiz. In Paraguay und Uruguay galt sein Engagement der Entwicklung der Schweizer Kolonien, insbesondere der von Nueva Helvecia.